# Microglanis garavelloi
Microglanis garavelloi är en fiskart som beskrevs av Shibatta och Ricardo C. Benine 2005. Microglanis garavelloi ingår i släktet Microglanis och familjen Pseudopimelodidae. Inga underarter finns listade i Catalogue of Life.